# Cuja

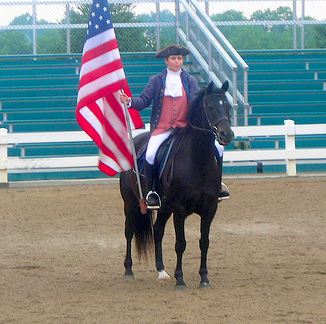
Caballo con cuja para introducir la bandera

Se llama cuja o cujote a la bolsa donde se introducía la bandera o la lanza. 
Según el Diccionario de la Academia 5, cuja es la bolsa de cuero que se fijaba en la silla de guerra ó bridona para meter en ella el cuento de la lanza.
También se ponía cuja en el estribo derecho y era más natural, como se ve en la armadura ecuestre de Carlos V. Se ponía igualmente cuja en el lado derecho e inferior del peto para meter el puño de la espada, cetro o maza.